# Battaglia di Sunomatagawa
La battaglia di Sunomata-gawa (墨 俣 川 の 戦 い, Sunomata-gawa no Tatakai ) fu una battaglia della guerra Genpei combattuta sul fiume Sunomata, provincia di Owari, al confine con la provincia di Mino (oggi fiume Nagara, Gifu)

## La battaglia
Dopo la sconfitta dei Taira nella battaglia di Fujigawa, Kiyomori inviò un altro esercito contro i Minamoto per stroncare la loro ribellione. Queste forze, al comando di Taira no Tomomori, Shigehira e Koremori, che aveva comandato l'esercito sconfitto a Fujigawa e disgregatosi durante la ritirata, raggiunta la provincia di Owari, si accamparono sulla riva orientale del fiume Sunomata.
L'esercito di Minamoto no Yukiie, sulla riva opposta, fronteggiò il nemico per alcuni giorni, poi la notte del 25 Yukiie attraversò il fiume nel tentativo di effettuare un attacco a sorpresa al campo Taira, come nella battaglia di Fujigawa. Tuttavia stavolta i Taira, appena si resero conto di essere sotto attacco, reagirono e respisero i nemici oltre il fiume.
I Minamoto furono messi in fuga e si ritirarono verso la provincia di Mikawa inseguiti dai Taira. I due eserciti si riaffronteranno sul fiume Yahagi nell'omonima battaglia.